# Минестіря (Делешть, Васлуй)
Минестіря (рум. Mânăstirea) — село у повіті Васлуй в Румунії. Входить до складу комуни Делешть.
Село розташоване на відстані 274 км на північний схід від Бухареста, 15 км на захід від Васлуя, 52 км на південь від Ясс, 145 км на північ від Галаца.

## Населення
За даними перепису населення 2002 року у селі проживали 184 особи, усі — румуни. Усі жителі села рідною мовою назвали румунську.